# Franzosenhiebe
Der Begriff Franzosenhiebe bezeichnete während der Besatzungszeit nach dem Zweiten Weltkrieg umgangssprachlich die Waldabholzung in der Französischen Besatzungszone.
Zu den von Frankreich besetzten Gebieten zählten überwiegend strukturschwache, ländliche Gegenden. Daher wurden seine Reparationsforderungen, neben der Kohleausfuhr aus dem Saarland, durch Schwarzwald-Holz teilweise beglichen. Holz war zu der Zeit auf dem Weltmarkt sehr gefragt; der Holzeinschlag in Baden und Württemberg-Hohenzollern stieg daher um bis zu 350 %.